# For All Eternity

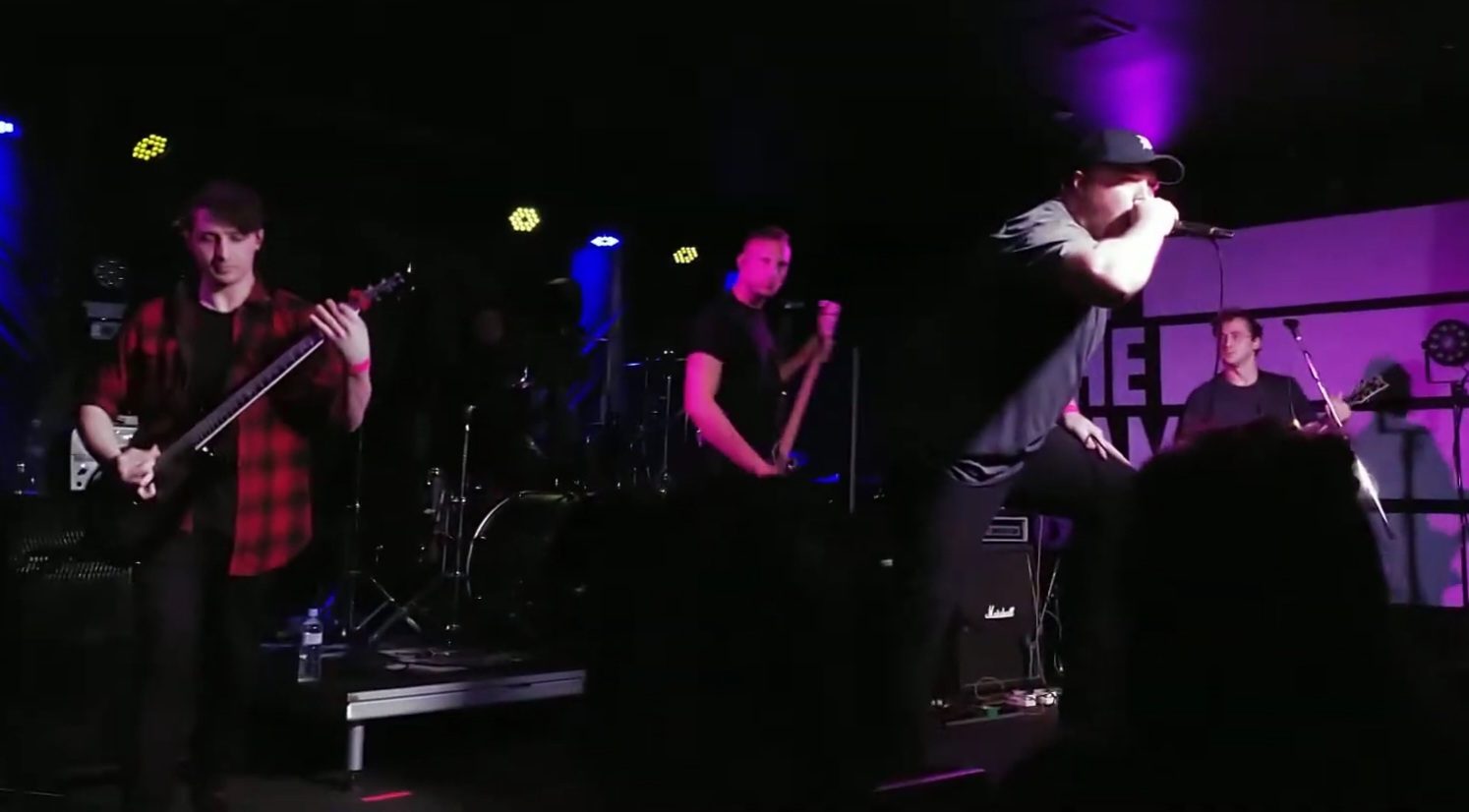
For All Eternity (2018)

For All Eternity ist eine australische christliche Alternative-Metal- und Metalcore-Band aus Sydney, die 2008 gegründet wurde.

## Geschichte
Die Band wurde 2008 im Südwesten Sydneys gegründet. 2009 wurde ein erstes Demo aufgenommen, wodurch die Gruppe ihre Bekanntheit steigern konnte. Ende 2010 wurden der Gitarrist Andrew Cornale und der Bassist Nathanael Edwards nach einer nationalen Tour ersetzt. 2011 folgte eine Tournee entlang der australischen Ostküste zusammen mit For Today. 2012 erschien über Taperjean Music das Debütalbum Beyond the Gates. Nach einem Wechsel zu Facedown Records folgten hierüber 2015 bzw. 2017 die Alben Metanoia und The Will to Rebuild.

## Stil
Laut Brian Giffin in seiner Encyclopedia of Australian Heavy Metal spielt die Band christlich geprägten Metalcore. Brody B. von indievisionmusic.com schrieb in seiner Rezension zu Beyond the Gates, dass die Band klassischen Metalcore spielt, in den sie die üblichen Elemente wie gelegentlichen Klargesang, Screaming, Growling und Breakdowns einbaue. Auch setze die Gruppe gelegentlich Tremolo-Gitarren ein. Zwar sei die Musik nicht originell, jedoch mache die Gruppe dies mit Können und Hingabe wieder wett. Textlich behandele man christliche Themen. Das Album sei für Fans von poppigeren As I Lay Dying, Parkway Drive, Texas in July und The Devil Wears Prada geeignet. Anton Kostudis von Metal.de meinte, dass Metanoia vor allem durch „cleane, fast schon kindlich-naiv anmutende Vocals im Stile von THE DEVIL WEARS PRADA und BLESSTHEFALL“ und „elektrogetränkte Breakdowns“ gekennzeichnet sei. Man setze auf „den Kontrast zwischen eingängigen Melodien und dezent dissonanten Riffs, wütenden Shouts mit unterschwelliger Hardcore-Attitüde und theatralischen Clean-Vocals sowie ‚klassischen‘ Core-Elementen und elektronischen Spielereien“. Er ordnete die Musik dem Metalcore und Modern Metal zu und empfahl sie Fans von The Devil Wears Prada, Architects und Northlane. Laut Connor Welsh von new-transcendence.com hat die Band auf The Will to Rebuild nun zu sich selbst gefunden. Auf dem Tonträger verarbeite sie Themen wie Verzweiflung, Depression, Unterdrückung, Verdorbenheit, Schönheit und eine positive Einstellung. Dem Album liege insgesamt ein orchestraler Klang zugrunde, wobei die Gruppe Breakdowns, Breaks, melodische Passagen, gelegentliche elektronische Finessen und einen nun weniger aggressiven oder rauen Gesang einsetze.

## Diskografie
- 2009: For All Eternity (EP, Eigenveröffentlichung)
- 2012: Beyond the Gates (Album, Taperjean Music)
- 2015: Metanoia (Album, Facedown Records)
- 2017: The Will to Rebuild (Album, Facedown Records)